# 코파 델 레이 2014-15
코파 델 레이 2014-15(스페인어: Copa del Rey de Fútbol 2014-15)은 코파 델 레이의 111번째 시즌이다. 이 시즌은 2014년 9월 3일에 시작되어 2015년 5월 30일에 바르셀로나의 캄 노우에서 열린 결승전으로 막을 내렸다. 이 대회를 우승한 구단은 유로파리그 조별 리그 진출권을 확보할 수 있었다.
전 시즌 우승을 거둔 레알 마드리드는 아틀레티코 마드리드와의 16강전에서 합계 2-4로 패해 탈락했다.
바르셀로나는 아틀레틱 빌바오와의 결승전에서 3-1 승리를 거두고 3년 만이자 통산 27번째 우승으로 역대 최다 우승 기록을 1회 더 늘렸다.

## 일정과 형식
2014년 5월 30일, 스페인 왕립 축구 연맹(RFEF)과 스페인 프로축구연맹(LFP)가 대회 일정을 발표했는데, 전 시즌과 대회 형식이 동일했다.
| 단계     | 추첨 날짜        | 경기 날짜                                    | 편성 쌍 수 | 구단 수 | 상세 정보 |
| -------- | ---------------- | -------------------------------------------- | ---------- | ------- | --- |
| 1라운드  | 2014년 7월 31일  | 2014년 9월 3일                               | 18         | 83 → 65 | 합류: 3부 및 2부 B 리그 구단 합류 부전승: 세군다 디비시온 B 소속 7개 구단이 부전승으로 진출. 상대 시드: 구단들은 지역 조건에 따라 맞대결 성사. 지역 시드: 추첨에 따라 결정. 토너먼트전 형식: 단판 승부 코파 페데라시온 진출: 경기 패자는 코파 페데라시온 전국 라운드 참가. |
| 2라운드  | 2014년 7월 31일  | 2014년 9월 10일                              | 22         | 65 → 43 | 합류: 2부 리그 구단 합류. 부전승: 1라운드 참가 구단들 중 하나가 부전승으로 진출. 상대 시드: 세군다 디비시온 구단들은 상호 맞대결. 지역 시드: 추첨에 따라 결정. 토너먼트전 형식: 단판 승부                                                                                  |
| 3라운드  | 2014년 9월 22일  | 2014년 10월 15일                             | 11         | 43 → 32 | 부전승: 이전에 부전승으로 진출한 적 없는 2부 B 혹은 3부 리그 구단 중 하나가 부전승으로 진출. 상대 시드: 세군다 디비시온 구단들은 상호 맞대결. 지역 시드: 추첨에 따라 결정. 토너먼트전 형식: 단판 승부                                                                      |
| 32강전   | 2014년 10월 17일 | 2014년 10월 29일 (참고 주목) 2014년 12월 3일 | 16         | 32 → 16 | 합류: 1부 리그 구단 합류. 상대 시드: 유럽대항전에 참가하는 7개 구단은 남은 2부 B 및 3부 리그 구단 상대. 남은 2부 리그 5개 구단은 라 리가 구단 상대. 나머지 8개 1부 리그 구단은 상호 맞대결. 지역 시드: 하위 리그 구단은 1차전을 안방에서 치름. 토너먼트전 형식: 1·2차전    |
| 32강전   | 2014년 10월 17일 | 2014년 12월 3일 (참고 주목) 2014년 12월 17일 | 16         | 32 → 16 | 합류: 1부 리그 구단 합류. 상대 시드: 유럽대항전에 참가하는 7개 구단은 남은 2부 B 및 3부 리그 구단 상대. 남은 2부 리그 5개 구단은 라 리가 구단 상대. 나머지 8개 1부 리그 구단은 상호 맞대결. 지역 시드: 하위 리그 구단은 1차전을 안방에서 치름. 토너먼트전 형식: 1·2차전    |
| 16강전   | 2014년 10월 17일 | 2015년 1월 7일                               | 8          | 16 → 8  | 상대 시드: 추첨에 따라 결정.. 지역 시드: 하위 리그 구단은 1차전을 안방에서 치름.. 토너먼트전 형식: 1·2차전 |
| 16강전   | 2014년 10월 17일 | 2015년 1월 14일                              | 8          | 16 → 8  | 상대 시드: 추첨에 따라 결정.. 지역 시드: 하위 리그 구단은 1차전을 안방에서 치름.. 토너먼트전 형식: 1·2차전 |
| 8강전    | 2014년 10월 17일 | 2015년 1월 21일                              | 4          | 8 → 4   | 상대 시드: 추첨에 따라 결정. 지역 시드: 하위 리그 구단은 1차전을 안방에서 치름. 토너먼트전 형식: 1·2차전 |
| 8강전    | 2014년 10월 17일 | 2015년 1월 28일                              | 4          | 8 → 4   | 상대 시드: 추첨에 따라 결정. 지역 시드: 하위 리그 구단은 1차전을 안방에서 치름. 토너먼트전 형식: 1·2차전 |
| 준결승전 | 2014년 10월 17일 | 015년 2월 11일                               | 2          | 4 → 2   | 상대 시드: 추첨에 따라 결정. 지역 시드: 하위 리그 구단은 1차전을 안방에서 치름. 토너먼트전 형식: 1·2차전 |
| 준결승전 | 2014년 10월 17일 | 2015년 3월 4일                               | 2          | 4 → 2   | 상대 시드: 추첨에 따라 결정. 지역 시드: 하위 리그 구단은 1차전을 안방에서 치름. 토너먼트전 형식: 1·2차전 |
| 결승전   | 2014년 10월 17일 | 2015년 5월 30일                              | 1          | 2 → 1   | RFEF가 지정한 경기장에서 단판 승부. 유로파리그 진출: 승자는 유로파리그 조별 리그에 진출. |

참고
- 1·2차전 형식에서는 원정 다득점 원칙 적용, 단판 승부 경기에서는 미적용
- 동률로 끝난 경기는 연장전에 도임; 이후에도 동률인 경우 승부차기로 다음 라운드 진출 구단 결정
- 레알 마드리드는 FIFA 클럽 월드컵을 참가함에 따라 32강전을 2014년 10월 29일과 12월 3일에 치름
- 우승 구단은 유로파리그 진출권 확보:[4] 우승 구단이 이미 챔피언스리그 진출권을 확보한 경우, 준우승 구단이 대신 유로파리그 유로파리그 3차 예선전 진출권을 가져가며, 라 리가 5위, 6위를 차지한 구단들(UEFA 라이선스가 있다는 전제 하에)이 각각 조별 리그와 플레이오프전 진출권을 각각 진출한다. 그러나, 준우승 구단도 리그 성적으로 유로파리그 진출권을 획득(리그 5위, 6위)하면 5위, 6위, 7위의 리그 성적을 거둔 구단들이 각각 조별 리그, 플레이오프전, 3차 예선전에 진출했다.
이와 유사하게 결승 진출 양 구단들이 챔피언스리그에 진출하거나 리그 5위에서 7위 사이의 성적을 거둔 경우, 5위, 6위, 7위 구단이 각각 조별 리그, 플레이오프전, 3차 예선전 진출권을 가져갔다.
- 1라운드 및 2라운드 추첨일에 무르시아가 세군다 디비시온 구단으로 분류될 것인지의 여부가 정해지지 않았고, 미란데스가 세군다 디비시온 B의 구단으로 분류되었다.

## 진출 구단
다음 구단들이 2014-15 시즌 코파 델 레이에 참가했다.
라리가 2014-15의 20개 구단:
- 알메리아
- 아틀레틱 빌바오
- 아틀레티코 마드리드
- 바르셀로나
- 셀타 비고
- 코르도바
- 데포르티보
- 에이바르
- 엘체
- 에스파뇰
- 헤타페
- 그라나다
- 레반테
- 말라가
- 라요 바예카노
- 레알 마드리드
- 레알 소시에다드
- 세비야
- 발렌시아
- 비야레알

세군다 디비시온 2014-15의 20개 구단. (2군인 바르셀로나 B와 제명된 라싱 산탄데르 제외):
- 알라베스
- 알바세테
- 알코르콘
- 지로나
- 하엔
- 라스 팔마스
- 레가네스
- 랴고스테라
- 루고
- 마요르카
- 무르시아
- 누만시아
- 오사수나
- 폰페라디나
- 베티스
- 사바델
- 스포르팅 히혼
- 바야돌리드
- 테네리페
- 사라고사

세군다 디비시온 B 2014-15의 36개 구단: 대회에 참가하는 구단들은 각 4개 조의 상위 5개 구단(2군 제외)들이며, 또다른 5개 구단은 나머지 2군이 아닌 구단들 중(*) 승점이 가장 높은 구단들이고, 3개 구단들은 세군다 디비시온 2013-14에서 강등된 구단들, 12개 구단은 테르세라 디비시온 2013-14 조에서 우승(혹은 2군을 제외하고 가장 높은 승점을 올린 구단)하고 세군다 디비시온 B로 승격된 구단들이다.
- 알코야노
- 아모레비에타
- 아틀레티코 아스토르가
- 아틀레티코 발레아레스
- 레알 아빌레스
- 바라칼도
- 카디스
- 카르타헤나
- 코르넬랴
- 엘덴세
- 푸엔라브라다
- 짐나스틱
- 과달라하라
- 구이후엘로
- 에르쿨레스
- 우에스카
- 하엔
- 라 오야 로르카
- 레알타드
- 레이오아
- 로스피탈레트
- 리넨세
- 례이다 에스포르티우
- 마르베야
- 마리노 루앙코
- 미란데스
- 오비에도
- 라싱 페롤
- 산 로케 데 레페
- 세스타오
- 소모사스
- 톨레도
- 트리발 발데라스
- UCAM 무르시아
- 비야노벤세
- 사모라

테르세라 디비시온 2014-15의 7개 구단. 본선에 진출한 구단들 중 여섯은 전 시즌 테르세라 디비시온 우승을 거둔 18개 구단들 중에 포함되며 이 중 세군다 디비시온 B로 승격되지 못한 구단들(혹은 각 조에서 2군을 제외하고 가장 많은 승점을 적립한 구단)이다:
- 아틀레티코 그라나디야
- 힘나스티카 토렐라베가
- 이사라
- 페냐 데포르티바
- 푸에르토야노
- 테루엘
- 바레아

## 1라운드
1라운드와 2라운드 추첨식은 2014년 7월 31일 13:00(CEST)에 마드리드 라스 로사스의 축구 도시 RFEF 본부에서 진행되었다. 1라운드에는 세군다 디비시온 B와 테르세라 디비시온의 43개 구단들이 참가했다. 추첨함에서 먼저 공개된 세군다 디비시온 B 2014-15의 7개 구단들(로스피탈레트, 과달라하라, 푸엔라브라다, 사모라, 례이다 에스포르티우, 미란데스, 그리고 구이후엘로)은 부전승으로 다음 라운드에 진출했고, 나머지 세군다 디비시온 B 2014-15 구단들과 테르세라 디비시온 2014-15의 구단들이 지역 조건에 따라 다음과 같이 조가 나뉘었다:
| 1포트 1조 | 2포트 2조 | 3포트 3조 | 4포트 4조 |
| --- | --- | --- | --- |
| 세군다 디비시온 B: 아틀레티코 아스토르가 레알 아빌레스 구이후엘로 레알타드 마리노 루앙코 오비에도 미란데스 라싱 페롤 소모사스 사모라 테르세라 디비시온: 힘나스티카 토렐라베가 바레아 | 세군다 디비시온 B: 아모레비에타 바라칼도 푸엔라브라다 과달라하라 우에스카 레이오아 세스타오 톨레도 트리발 발데라스 테르세라 디비시온: 아틀레티코 그라나디야 이사라 푸에르토야노 테루엘 | 세군다 디비시온 B: 알코야노 아틀레티코 발레아레스 코르넬랴 엘덴세 짐나스틱 에르쿨레스 로스피탈레트 례이다 테르세라 디비시온: 페냐 데포르티바 | 세군다 디비시온 B: 리넨세 카디스 카르타헤나 하엔 라 오야 로르카 마르베야 산 로케 데 레페 UCAM 무르시아 비야노벤세 |

### 경기
| 2014년 9월 3일 | 소모사스                                         | 3–0    | 바레아 | 아스 소모사스                              |  |  |
| 18:00          | 고메스 42′ · 에디 72′ · 루이스 앙헬 77′ (자책골) | 리포트 |        | 경기장: 파르디냐스 심판: 도밍게스 사파테로 |  |  |
|                |                                                  |        |        |                                            |  |  |

| 2014년 9월 3일 | 레이오아   | 1–0    | 세스타오 | 레이오아                                          |  |  |
| 19:30          | 안데르 64′ | 리포트 |          | 경기장: 사리에나 관중 수: 700 심판: 코르데로 베가 |  |  |
|                |            |        |          |                                                   |  |  |

| 2014년 9월 3일 | 이사라        | 1–0 (연) | 아틀레티코 그라나디야 | 에스테야-리사라                                         |  |  |
| 20:00          | 카브레라 110′ | 리포트   |                       | 경기장: 메르카톤도아 관중 수: 230 심판: 파르도 사베드라 |  |  |
|                |               |          |                       |                                                         |  |  |

| 2014년 9월 3일 | 푸에르토야노 | 0–3 | 테루엘                            | 푸에르토야노                                  |  |  |
| 20:00          |              |     | 삼바 8′ · 하엘 27′ · 몬포르테 87′ | 경기장: 시우다드 데 푸에르토야노 관중 수: 400 |  |  |
|                |              |     |                                   |                                               |  |  |

| 2014년 9월 3일 | 바라칼도                         | 3–0    | 트리발 발데라스 | 바라칼도                                             |  |  |
| 20:15          | 에차니스 15′, 55′ · 아기아르 71′ | 리포트 |                 | 경기장: 누에보 라세사레 관중 수: 300 심판: 레오 오요 |  |  |
|                |                                  |        |                 |                                                      |  |  |

| 2014년 9월 3일 | 라싱 페롤                                               | 5–1    | 아틀레티코 아스토르가 | 페롤                                      |  |  |
| 20:30          | 치아구 5′, 15′ · 호셀루 51′ · 브라이스 62′ · 달마우 64′ | 리포트 | 빅토르 67′            | 경기장: 아 말라타 심판: 페르난데스 페레스 |  |  |
|                |                                                         |        |                       |                                           |  |  |

| 2014년 9월 3일 | 힘나스티카 토렐라베가 | 1–2    | 레알타드                    | 토렐라베가                                                 |  |  |
| 20:30          | 플라테로 74′          | 리포트 | 비야누에바 11′ · 캄포로 63′ | 경기장: 엘 말레콘 관중 수: 500 심판: 가르시아 바예스테로스 |  |  |
|                |                       |        |                             |                                                            |  |  |

| 2014년 9월 3일                        | 레알 아빌레스 | 0–0 (연) (4–2 승부차기)       | 마리노 루앙코 | 아빌레스                                                     |  |  |
| 20:30                                 |               | 리포트                        |               | 경기장: 수아레스 푸에르타 관중 수: 1,000 심판: 무니스 루이스 |  |  |
|                                       |               | 승부차기                      |               |                                                              |  |  |
| 로페스 · 헤니 · 삼페드로 · 크리스티안 |               | 과야 · 오마르 · 두디 · 세메도 |               |                                                              |  |  |
|                                       |               |                               |               |                                                              |  |  |

| 2014년 9월 3일 | 우에스카                       | 2–1 (연) | 톨레도       | 우에스카                                                   |  |  |
| 20:30          | 가사마 74′ · 에스나이데르 111′ | 리포트   | 가르시아 79′ | 경기장: 엘 알코라스 관중 수: 1,000 심판: 아발로스 마르토스 |  |  |
|                |                                |          |              |                                                            |  |  |

| 2014년 9월 3일                                       | 짐나스틱 | 0–0 (연) (5–3 승부차기)           | 아틀레티코 발레아레스 | 노우 에스타디                                         |  |  |
| 20:30                                                |          | 리포트                            |                       | 경기장: 타라고나 관중 수: 2,476 심판: 나바로 코야도스 |  |  |
|                                                      |          | 승부차기                          |                       |                                                       |  |  |
| 아스코라 · 베르두 · 마르티네스 · 크리스토발 · 히네르 |          | 난도 · 에스테반 · 시푸 · 베르나트 |                       |                                                       |  |  |
|                                                      |          |                                   |                       |                                                       |  |  |

| 2014년 9월 3일                                                                        | 알코야노      | 1–1 (연) (9–8 승부차기)                                                                     | 페냐 데포르티바 | 알코이                                                   |  |  |
| 20:30                                                                                 | 프란시스 109′ | 리포트                                                                                      | 라미로 95′      | 경기장: 엘 코야오 관중 수: 1,500 심판: 비예나 콘트레라스 |  |  |
|                                                                                       |               | 승부차기                                                                                    |                 |                                                          |  |  |
| 루비오 · 프란시스 · 베요 · 레몬 · 살바도르 · 알파로 · 몬힐 · 로페스 · 마리오 · 솔레르 |               | 판도 · 라미로 · 파니에요 · 마르티네스 · 피케로 · 바에나 · 살라스 · 포마르 · 비센트 · 알렉스 |                 |                                                          |  |  |
|                                                                                       |               |                                                                                             |                 |                                                          |  |  |

| 2014년 9월 3일 | 오비에도                                      | 4–0    | 아모레비에타 | 오비에도                                                     |  |  |
| 20:30          | 가르시아 16′, 79′ · 에네코 50′ · 세르베로 59′ | 리포트 |              | 경기장: 카를로스 타르티에레 관중 수: 7,751 심판: 브레아 페온 |  |  |
|                |                                               |        |              |                                                              |  |  |

| 2014년 9월 3일                               | 코르넬랴 | 0–0 (연) (4–3 승부차기)                          | 하엔 | 코르넬랴                                               |  |  |
| 20:30                                        |          | 리포트                                           |      | 경기장: 캄 노우 관중 수: 1,000 심판: 에스크리체 구스만 |  |  |
|                                              |          | 승부차기                                         |      |                                                        |  |  |
| 아르나우 · 보니케트 · 체미 · 고메스 · 무뇨스 |          | 마르토스 · 페데 · 아스트라인 · 크루스 · 페드리토 |      |                                                        |  |  |
|                                              |          |                                                  |      |                                                        |  |  |

| 2014년 9월 3일                                   | 에르쿨레스                   | 2–2 (연) (3–4 승부차기)                    | 엘덴세                     | 알리칸테                 |  |  |
| 21:00                                            | 포르티요 41′ · 페르난도 109′ | 리포트                                     | 히긴스 57′ · 히메네스 118′ | 경기장: 호세 리코 페레스 |  |  |
|                                                  |                              | 승부차기                                   |                            |                          |  |  |
| 미냐노 · 마르틴스 · 아세베도 · 파르도 · 페르난도 |                              | 키니 · 산체스 · 히메네스 · 아리다네 · 추페 |                            |                          |  |  |
|                                                  |                              |                                            |                            |                          |  |  |

| 2014년 9월 3일 | 산 로케 데 레페 | 0–3    | 카디스                                 | 레페                                                                  |  |  |
| 21:00          |                 | 리포트 | 비야르 42′ · 가르시아 69′ · 산체스 88′ | 경기장: 시우다드 데 레페 관중 수: 1,000 심판: 카데나스 데 야노 델가도 |  |  |
|                |                 |        |                                        |                                                                       |  |  |

| 2014년 9월 3일 | 마르베야 | 0–1    | 리넨세   | 마르베야                                                 |  |  |
| 21:00          |          | 리포트 | 올모 89′ | 경기장: 시립 경기장 관중 수: 2,500 심판: 알론소 포르티요 |  |  |
|                |          |        |          |                                                          |  |  |

| 2014년 9월 3일 | 카르타헤나 | 0–1    | UCAM 무르시아 | 카르타헤나                                                  |  |  |
| 21:00          |            | 리포트 | 노노 89′      | 경기장: 카르타고노바 관중 수: 3,211 심판: 산체스 비얄로보스 |  |  |
|                |            |        |               |                                                             |  |  |

| 2014년 9월 3일                        | 라 오야 로르카            | 2–2 (연) (1–3 승부차기)           | 비야노벤세             | 로르카                                          |  |  |
| 21:00                                 | 프랑크 14′ · 쿠에르바 74′ | 리포트                            | 안초 9′ · 파후엘로 79′ | 경기장: 아르테스 카라스코 심판: 가르시아 아세냐 |  |  |
|                                       |                           | 승부차기                          |                        |                                                 |  |  |
| 오르티스 · 피노 · 카스티요 · 파레데스 |                           | 하이르 · 판토하 · 모라가 · 알바로 |                        |                                                 |  |  |
|                                       |                           |                                   |                        |                                                 |  |  |

## 2라운드
2라운드 추첨식은 1차전 추첨식과 함께 2014년 7월 31일에 축구 도시에서 진행되었다. 2라운드 추첨식에서 세군다 디비시온 B와 테르세라 디비시온 구단들과, 오비에도와 아모레비에타간 1라운드 경기 승자가 올라와 경기를 치렀다. 세군다 디비시온 소속 구단들이 2라운드에 합류하여 상호 맞대결을 펼쳤다. 1라운드 승자와 1라운드를 부전승으로 통과한 구단들도 맞대결을 펼쳤다.

### 경기
| 2014년 9월 9일                                                        | 지로나 | 0–0 (연) (6–5 승부차기)                                        | 테네리페 | 지로나                                               |  |  |
| 20:00                                                                 |        | 리포트                                                         |          | 경기장: 몬틸리비 심판: 호세 마리아 산체스 마르티네스 |  |  |
|                                                                       |        | 승부차기                                                       |          |                                                      |  |  |
| 한드로 · 마타 · 엘로이 아마가트 · 가르시아 · 고메스 · 후안루 · 아다이 |        | 루이스 · 다빌라 · 수소 · 아르나에스 · 비톨로 · 산스 · 알바레스 |          |                                                      |  |  |
|                                                                       |        |                                                                |          |                                                      |  |  |

| 2014년 9월 9일 | 알라베스                        | 2–0 (연장전) | 오사수나 | 비토리아-가스테이스                                     |  |  |
| 22:00          | 상가이 114′ · 데스포토비치 116′ | 리포트       |          | 경기장: 멘디소로차 관중 수: 7,392 심판: 아리아스 로페스 |  |  |
|                |                                 |              |          |                                                         |  |  |

| 2014년 9월 10일 | 레이오아                              | 2–0    | 테루엘 | 레이오아                                   |  |  |
| 19:30           | S. 가르시아 13′ · 란데르 21′ (페널티) | 리포트 |        | 경기장: 사리에나 심판: 갈레크 아페스테기아 |  |  |
|                 |                                       |        |        |                                            |  |  |

| 2014년 9월 10일 | 이사라                                            | 3–1 (연) | 소모사스                     | 에스테야-리사라                              |  |  |
| 20:00           | 알렉스 치코 79′ · 팔라시오스 111′ · 아라이스 118′ | 리포트   | 호세바 베이티아 42′ (자책골) | 경기장: 메르카톤도아 심판: 레솔라 에체베리아 |  |  |
|                 |                                                   |          |                              |                                              |  |  |

| 2014년 9월 10일 | 스포르팅 히혼 | 1–3    | 바야돌리드                           | 히혼                                                                   |  |  |
| 20:00           | 호니 64′      | 리포트 | 티모르 22′ · 알파로 58′ · 사무엘 73′ | 경기장: 엘 몰리논 관중 수: 9,200 심판: 리카르도 데 부르고스 벵고에체아 |  |  |
|                 |               |        |                                      |                                                                        |  |  |

| 2014년 9월 10일 | 베티스                  | 2–0    | 랴고스테라 | 세비야                                                        |  |  |
| 20:00           | 마티야 46′ · 렌넬라 55′ | 리포트 |            | 경기장: 베니토 비야마린 관중 수: 15,712 심판: 사게스 오스코스 |  |  |
|                 |                         |        |            |                                                               |  |  |

| 2014년 9월 10일 | 알바세테 | 1–0    | 사라고사 | 알바세테                                                   |  |  |
| 20:00           | 춤비 44′ | 리포트 |          | 경기장: 카를로스 벨몬테 관중 수: 4,500 심판: 오콘 아라이스 |  |  |
|                 |          |        |          |                                                            |  |  |

| 2014년 9월 10일 | 알코야노   | 1–0    | 짐나스틱 | 알코이                                    |  |  |
| 20:30           | 마리오 68′ | 리포트 |          | 경기장: 엘 코야오 심판: 디아스 에스쿠데로 |  |  |
|                 |            |        |          |                                           |  |  |

| 2014년 9월 10일 | 레알 아빌레스 | 0–1    | 바라칼도     | 아빌레스                                                             |  |  |
| 20:30           |               | 리포트 | 이수르사 35′ | 경기장: 수아레스 푸에르타 관중 수: 900 심판: 이글레시아스 비야누에바 |  |  |
|                 |               |        |              |                                                                      |  |  |

| 2014년 9월 10일                     | UCAM 무르시아          | 1–1 (연) (3–2 승부차기)                          | 엘덴세     | 무르시아            |  |  |
| 20:30                               | 하비에르 에르난데스 2′ | 리포트                                           | 헤프테 23′ | 경기장: 라 콘도미나 |  |  |
|                                     |                        | 승부차기                                         |            |                     |  |  |
| 차베로 · 하이로 · 도밍게스 · 페레스 |                        | 산체스 · 후안호 · 히메네스 · 비방코스 · 파울리뉴 |            |                     |  |  |
|                                     |                        |                                                  |            |                     |  |  |

| 2014년 9월 10일 | 미란데스                            | 4–1    | 라싱 페롤  | 미란다 데 에브로                                        |  |  |
| 20:45           | 베라 21′, 50′, 78′ · 마르티네스 83′ | 리포트 | 달마우 75′ | 경기장: 안두바 관중 수: 2,848 심판: 곤살레스 푸에르테스 |  |  |
|                 |                                     |        |            |                                                         |  |  |

| 2014년 9월 10일 | 구이후엘로 | 0–1    | 로스피탈레트 | 구이후엘로                                                     |  |  |
| 21:00           |            | 리포트 | 나노 8′      | 경기장: 시립 경기장 관중 수: 1,000 심판: 페르난데스 페르난데스 |  |  |
|                 |            |        |              |                                                                |  |  |

| 2014년 9월 10일 | 례이다 에스포르티우                                 | 3–0    | 과달라하라 | 례이다                                                   |  |  |
| 21:00           | 오사도 4′ · 살바 차모로 54′ (페널티) · 에우헤니 89′ | 리포트 |            | 경기장: 캄 데스포르츠 관중 수: 1,361 심판: 아이스 레이그 |  |  |
|                 |                                                     |        |            |                                                          |  |  |

| 2014년 9월 10일                                       | 비야노벤세                              | 2–2 (연장전) (3–4 승부차기)                                    | 우에스카                         | 비야누에바 데 라 세레나                |  |  |
| 21:00                                                 | 카를로스 다비드 72′ (자책골) · 안초 85′ |                                                                | 다비드 모리야스 87′ · 카마초 90′ | 경기장: 로메로 쿠에르다 관중 수: 1,000 |  |  |
|                                                       |                                         | 승부차기                                                       |                                  |                                        |  |  |
| 판토하 · 하이로 · 하이르 · 모라가 · 칼라트라바 · 쿠비 |                                         | 카마초 · 기옘 · 스카르디나 · 카를로스 다비드 · 가스파르 · 로스 |                                  |                                        |  |  |
|                                                       |                                         |                                                                |                                  |                                        |  |  |

| 2014년 9월 10일 | 카디스                   | 2–1    | 레알타드            | 카디스                                                  |  |  |
| 21:00           | 나바레테 4′ · 아이람 48′ | 리포트 | 루비오 89′ (자책골) | 경기장: 라몬 데 카란사 관중 수: 8,000 심판: 산체스 라소 |  |  |
|                 |                          |        |                     |                                                         |  |  |

| 2014년 9월 10일 | 리넨세                                            | 4–1    | 푸엔라브라다 | 라 리네아 데 라 콘셉시온                                 |  |  |
| 21:00           | 후암페 2′ · 코피 18′ · 호세 라몬 88′ · 몬테스 89′ | 리포트 | 보르하 41′   | 경기장: 시립 경기장 관중 수: 1,600 심판: 에스쿠데로 마린 |  |  |
|                 |                                                   |        |              |                                                          |  |  |

| 2014년 9월 10일 | 코르넬랴                               | 3–2    | 사모라              | 코르네야 데 료브레가트                                          |  |  |
| 21:00           | 고메스 11′ · 가야르 59′ · 가르시아 69′ | 리포트 | 아르카이츠 30′, 45′ | 경기장: 캄 노우 관중 수: 1,000 심판: 기예르모 콰드라 페르난데스 |  |  |
|                 |                                        |        |                     |                                                                 |  |  |

| 2014년 9월 10일 | 레크레아티보              | 2–1    | 폰페라디나  | 우엘바                                                             |  |  |
| 21:00           | 몰리나 23′ · 히메네스 42′ | 리포트 | 소브리노 2′ | 경기장: 누에보 콜롬비노 관중 수: 1,587 심판: 아르세디아노 모네시요 |  |  |
|                 |                           |        |             |                                                                    |  |  |

| 2014년 9월 10일 | 무르시아   | 1–2    | 사바델                    | 무르시아                                                       |  |  |
| 21:00           | 하이로 30′ | 리포트 | 에르난데스 32′ · 가토 62′ | 경기장: 누에바 콘도미나 관중 수: 5,440 심판: 피녜이로 크레스포 |  |  |
|                 |            |        |                           |                                                                |  |  |

| 2014년 9월 10일          | 레가네스     | 1–1 (연) (1–4 승부차기)                   | 누만시아       | 레가네스                                                |  |  |
| 21:00                    | 알바레스 87′ | 리포트                                    | 로드리게스 70′ | 경기장: 부타르케 관중 수: 2,300 심판: 트루히요 수아레스 |  |  |
|                          |              | 승부차기                                  |                |                                                         |  |  |
| 에라소 · 아기레 · 알바로 |              | 로드리게스 · 후안마 · 아리아스 · 이시도로 |                |                                                         |  |  |
|                          |              |                                           |                |                                                         |  |  |

| 2014년 9월 10일 | 마요르카 | 0–2    | 라스 팔마스             | 팔마 데 마요르카                                                     |  |  |
| 22:00           |          | 리포트 | 구스만 55′ · 레오 90+2′ | 경기장: 이베로스타르 에스타디 관중 수: 3,728 심판: 피게로아 바스케스 |  |  |
|                 |          |        |                         |                                                                      |  |  |

| 2014년 9월 11일 | 루고     | 1–0    | 알코르콘 | 루고                                    |  |  |
| 21:00           | 롤로 77′ | 리포트 |          | 경기장: 앙초 카로 심판: 아레세스 프랑코 |  |  |
|                 |          |        |          |                                         |  |  |

## 3라운드
3라운드 추첨식은 2014년 9월 22일 13:00(CEST)에 축구 도시에서 진행되었다. 추첨식에서 미란데스가 세군다 디비시온 구단들과 같이 재분류되면서 2부 리그 1개 구단이 부전승으로 다음 라운드에 진출했다. 세군다 디비시온 구단들은 상호 맞대결을 펼쳤고, 세군다 디비시온 B와 테르세라 디비시온 구단들도 상호 맞대결을 펼쳤다.
| 1포트 세군다 디비시온                                                                                                | 2포트 세군다 디비시온 B 테르세라 디비시온 |
| --- | --- |
| 세군다 디비시온: 알라베스 알바세테 지로나 라스 팔마스 루고 미란데스 누만시아 베티스 레크레아티보 사바델 * 바야돌리드 | 세군다 디비시온 B: 알코야노 바라칼도 카디스 코르넬랴 우에스카 이사라 로스피탈레트 레이오아 리넨세 례이다 에스포르티우 오비에도 UCAM 무르시아 |

### 경기
| 2014년 10월 14일 | 미란데스 | 0–1    | 알라베스     | 미란다 데 에브로                                  |  |  |
| 20:00            |          | 리포트 | 바레이로 86′ | 경기장: 안두바 관중 수: 3,401 심판: 레스마 로페스 |  |  |
|                  |          |        |              |                                                   |  |  |

| 2014년 10월 14일 | 알바세테                | 2–1    | 레크레아티보 | 알바세테                                                     |  |  |
| 22:00            | 시돈차 34′ · 크루스 71′ | 리포트 | 메노세 85′   | 경기장: 카를로스 벨몬테 관중 수: 1,500 심판: 메디에 히메네스 |  |  |
|                  |                         |        |              |                                                              |  |  |

| 2014년 10월 15일 | 로스피탈레트                           | 3–2    | 이사라               | 로스피탈레트 데 료브레가트                                |  |  |
| 20:00            | 나노 49′ · 알카라스 60′ · 아구스틴 78′ | 리포트 | 피토 카마초 11′, 20′ | 경기장: 라 페이차 랴르가 관중 수: 300 심판: 바론 아세이톤 |  |  |
|                  |                                        |        |                      |                                                           |  |  |

| 2014년 10월 15일 | 바야돌리드            | 2–0    | 지로나 | 바야돌리드                                                           |  |  |
| 20:00            | 기예 56′ · 사무엘 79′ | 리포트 |        | 경기장: 호세 소리야 관중 수: 6,437 심판: 호세 루이스 무누에라 몬테로 |  |  |
|                  |                       |        |        |                                                                      |  |  |

| 2014년 10월 15일 | 알코야노 | 1–0    | 례이다 에스포르티우 | 알코이                                               |  |  |
| 20:30            | 비크 71′ | 리포트 |                     | 경기장: 엘 코야오 관중 수: 2,088 심판: 로사노 레이나 |  |  |
|                  |          |        |                     |                                                      |  |  |

| 2014년 10월 15일 | 오비에도     | 1–0 (연장전) | UCAM 무르시아 | 오비에도                                                            |  |  |
| 20:30            | 리나레스 96′ | 리포트       |               | 경기장: 카를로스 타르티에레 관중 수: 10,188 심판: 비요리아 리나세로 |  |  |
|                  |              |              |               |                                                                     |  |  |

| 2014년 10월 15일 | 우에스카             | 2–1 (연) | 바라칼도 | 우에스카                                                 |  |  |
| 20:30            | 기옘 86′ · 로스 118′ | 리포트   | 비달 44′ | 경기장: 엘 알코라스 관중 수: 3,515 심판: 사울레다 토렌트 |  |  |
|                  |                      |          |          |                                                          |  |  |

| 2014년 10월 15일 | 코르넬랴                | 2–1    | 레이오아   | 코르넬랴 데 료브레가트                          |  |  |
| 21:00            | 무뇨스 43′ · 가야르 70′ | 리포트 | 안데르 11′ | 경기장: 캄노우 관중 수: 1,500 심판: 리폴 솔라노 |  |  |
|                  |                         |        |            |                                                 |  |  |

| 2014년 10월 15일 | 리넨세   | 1–2    | 카디스                | 라 리네아 데 라 콘셉시온                                 |  |  |
| 21:00            | 코피 14′ | 리포트 | 키케 46′ · 아이람 75′ | 경기장: 시립 경기장 관중 수: 8,000 심판: 가르시아 마케다 |  |  |
|                  |          |        |                       |                                                          |  |  |

| 2014년 10월 15일                             | 베티스 | 0–0 (연장전) (5–4 승부차기)                    | 루고 | 세비야                                                      |  |  |
| 22:00                                        |        | 리포트                                         |      | 경기장: 베니토 비야마린 관중 수: 10,542 심판: 피사로 고메스 |  |  |
|                                              |        | 승부차기                                       |      |                                                             |  |  |
| 카스트로 · 마티야 · 카디르 · 렌넬라 · 세후도 |        | 페르난데스 · 아간소 · 롤로 · 가르시아 · 로페스 |      |                                                             |  |  |
|                                              |        |                                                |      |                                                             |  |  |

| 2014년 10월 16일 | 라스 팔마스                | 2–0    | 누만시아 | 라스 팔마스 데 그란 카나리아                              |  |  |
| 21:00            | 구스만 4′ · 아스드루발 82′ | 리포트 |          | 경기장: 그란 카나리아 관중 수: 10,040 심판: 수레다 쿠엥카 |  |  |
|                  |                            |        |          |                                                           |  |  |

- 참고: 사바델은 부전승으로 다음 라운드에 진출했다.

## 본선
32강전 추첨은 2014년 10월 17일, 축구 도시에서 진행되었다. 본선에는 1부 리그의 모든 구단들이 합류했다.
32강전 대진표는 다음과 같이 짜였다: 남은 2부 B와 3부 리그 6개 구단들은 유럽대항전에 참가하는 라 리가 구단들과 편성되었으며, 1포트(2부 B와 3부)의 구단들은 2A포트(챔피언스리그)의 4개 구단과 짝지어졌고, 나머지 1포트의 2개 구단도 2B포트(유로파리그) 구단들과 맞대결이 성사되었다. 남은 2B포트 구단은 2부 리그 구단(3포트)과 한쌍을 이루었다. 3포트(세군다 디비시온)의 남은 5개 구단들은 남은 13개 1부 리그 구단들(4포트)과 짝지어졌다. 남은 8개 라 리가 구단들은 상호 맞대결을 펼쳤다. 다른 리그 소속 구단들과의 맞대결의 경우 하부 리그에 속한 구단이 1차전 안방 경기를 치렀다. 이 규정은 16강전에도 적용되었지만, 8강전과 준결승전에서는 적용되지 않고 추첨함에 나온 순서대로 안방 경기를 치렀다.
| 1포트 세군다 디비시온 B                                                    | 2A포트 챔피언스리그                                                         | 2B포트 유로파리그               | 3포트 세군다 디비시온                                  | 4포트 나머지 라 리가 구단                                                                                          |
| -------------------------------------------------------------------------- | --------------------------------------------------------------------------- | ------------------------------- | ------------------------------------------------------ | --- |
| 세군다 디비시온 B: 로스피탈레트 알코야노 오비에도 우에스카 코르넬랴 카디스 | 바르셀로나 레알 마드리드 (전 시즌 우승) 아틀레티코 마드리드 아틀레틱 빌바오 | 레알 소시에다드 비야레알 세비야 | 알라베스 알바세테 라스 팔마스 베티스 사바델 바야돌리드 | 알메리아 셀타 비고 코르도바 데포르티보 에이바르 엘체 에스파뇰 헤타페 그라나다 레반테 말라가 라요 바예카노 발렌시아 |

### 32강 대진표
| 32강전 2014년 12월 2-5일 2014년 12월 16-18일 | 32강전 2014년 12월 2-5일 2014년 12월 16-18일 | 32강전 2014년 12월 2-5일 2014년 12월 16-18일 | 32강전 2014년 12월 2-5일 2014년 12월 16-18일 |  |                      | 16강전 2015년 1월 7일 2015년 1월 14일 | 16강전 2015년 1월 7일 2015년 1월 14일 | 16강전 2015년 1월 7일 2015년 1월 14일 | 16강전 2015년 1월 7일 2015년 1월 14일 |  |  | 8강전 2015년 1월 21일 2015년 1월 28일 | 8강전 2015년 1월 21일 2015년 1월 28일 | 8강전 2015년 1월 21일 2015년 1월 28일 | 8강전 2015년 1월 21일 2015년 1월 28일 |  |  | 준결승전 2015년 2월 11일 2015년 3월 4일 | 준결승전 2015년 2월 11일 2015년 3월 4일 | 준결승전 2015년 2월 11일 2015년 3월 4일 | 준결승전 2015년 2월 11일 2015년 3월 4일 |  |  | 결승전 2015년 5월 30일 | 결승전 2015년 5월 30일 |
|                                              |                                              |                                              |                                              |  |                      |                                       |                                       |                                       |                                       |  |  |                                       |                                       |                                       |                                       |  |  |                                         |                                         |                                         |                                         |  |  |                        |                        |
| 데포르티보                                   | 1                                            | 1                                            | 2                                            |  |                      |                                       |                                       |                                       |                                       |  |  |                                       |                                       |                                       |                                       |  |  |                                         |                                         |                                         |                                         |  |  |                        |                        |
| 말라가                                       | 1                                            | 4                                            | 5                                            |  |                      | 말라가                                | 2                                     | 2                                     | 4                                     |  |  |                                       |                                       |                                       |                                       |  |  |                                         |                                         |                                         |                                         |  |  |                        |                        |
| 알바세테                                     | 1                                            | 0                                            | 1                                            |  | 레반테               | 0                                     | 3                                     | 3                                     |                                       |  |  |                                       |                                       |                                       |                                       |  |  |                                         |                                         |                                         |                                         |  |  |                        |                        |
| 레반테 (원)                                  | 1                                            | 0                                            | 1                                            |  |                      |                                       |                                       |                                       |                                       |  |  | 말라가                                | 0                                     | 0                                     | 0                                     |  |  |                                         |                                         |                                         |                                         |  |  |                        |                        |
| 라스 팔마스                                  | 2                                            | 1                                            | 3                                            |  |                      |                                       |                                       |                                       |                                       |  |  | 아틀레틱 빌바오                       | 0                                     | 1                                     | 1                                     |  |  |                                         |                                         |                                         |                                         |  |  |                        |                        |
| 셀타 비고                                    | 1                                            | 3                                            | 4                                            |  |                      | 셀타 비고                             | 2                                     | 2                                     | 4                                     |  |  |                                       |                                       |                                       |                                       |  |  |                                         |                                         |                                         |                                         |  |  |                        |                        |
| 알코야노                                     | 1                                            | 0                                            | 1                                            |  | 아틀레틱 빌바오 (원) | 4                                     | 0                                     | 4                                     |                                       |  |  |                                       |                                       |                                       |                                       |  |  |                                         |                                         |                                         |                                         |  |  |                        |                        |
| 아틀레틱 빌바오                              | 1                                            | 1                                            | 2                                            |  |                      |                                       |                                       |                                       |                                       |  |  |                                       |                                       |                                       |                                       |  |  | 아틀레틱 빌바오                         | 1                                       | 2                                       | 3                                       |  |  |                        |                        |
| 라요 바예카노                                | 1                                            | 4                                            | 5                                            |  |                      |                                       |                                       |                                       |                                       |  |  |                                       |                                       |                                       |                                       |  |  | 에스파뇰                                | 1                                       | 0                                       | 1                                       |  |  |                        |                        |
| 발렌시아                                     | 2                                            | 4                                            | 6                                            |  |                      | 발렌시아                              | 2                                     | 0                                     | 2                                     |  |  |                                       |                                       |                                       |                                       |  |  |                                         |                                         |                                         |                                         |  |  |                        |                        |
| 알라베스                                     | 0                                            | 0                                            | 0                                            |  | 에스파뇰             | 1                                     | 2                                     | 3                                     |                                       |  |  |                                       |                                       |                                       |                                       |  |  |                                         |                                         |                                         |                                         |  |  |                        |                        |
| 에스파뇰                                     | 2                                            | 1                                            | 3                                            |  |                      |                                       |                                       |                                       |                                       |  |  | 에스파뇰                              | 3                                     | 0                                     | 3                                     |  |  |                                         |                                         |                                         |                                         |  |  |                        |                        |
| 그라나다                                     | 1                                            | 1                                            | 2                                            |  |                      |                                       |                                       |                                       |                                       |  |  | 세비야                                | 1                                     | 1                                     | 2                                     |  |  |                                         |                                         |                                         |                                         |  |  |                        |                        |
| 코르도바                                     | 0                                            | 1                                            | 1                                            |  |                      | 그라나다                              | 1                                     | 0                                     | 1                                     |  |  |                                       |                                       |                                       |                                       |  |  |                                         |                                         |                                         |                                         |  |  |                        |                        |
| 사바델                                       | 1                                            | 1                                            | 2                                            |  | 세비야               | 2                                     | 4                                     | 6                                     |                                       |  |  |                                       |                                       |                                       |                                       |  |  |                                         |                                         |                                         |                                         |  |  |                        |                        |
| 세비야                                       | 6                                            | 5                                            | 11                                           |  |                      |                                       |                                       |                                       |                                       |  |  |                                       |                                       |                                       |                                       |  |  |                                         |                                         |                                         |                                         |  |  | 아틀레틱 빌바오        | 1                      |
| 우에스카                                     | 0                                            | 1                                            | 1                                            |  |                      |                                       |                                       |                                       |                                       |  |  |                                       |                                       |                                       |                                       |  |  |                                         |                                         |                                         |                                         |  |  | 바르셀로나             | 3                      |
| 바르셀로나                                   | 4                                            | 8                                            | 12                                           |  |                      | 바르셀로나                            | 5                                     | 4                                     | 9                                     |  |  |                                       |                                       |                                       |                                       |  |  |                                         |                                         |                                         |                                         |  |  |                        |                        |
| 바야돌리드                                   | 0                                            | 0                                            | 0                                            |  | 엘체                 | 0                                     | 0                                     | 0                                     |                                       |  |  |                                       |                                       |                                       |                                       |  |  |                                         |                                         |                                         |                                         |  |  |                        |                        |
| 엘체                                         | 0                                            | 1                                            | 1                                            |  |                      |                                       |                                       |                                       |                                       |  |  | 바르셀로나                            | 1                                     | 3                                     | 4                                     |  |  |                                         |                                         |                                         |                                         |  |  |                        |                        |
| 로스피탈레트                                 | 0                                            | 2                                            | 2                                            |  |                      |                                       |                                       |                                       |                                       |  |  | 아틀레티코 마드리드                   | 0                                     | 2                                     | 2                                     |  |  |                                         |                                         |                                         |                                         |  |  |                        |                        |
| 아틀레티코 마드리드                          | 3                                            | 2                                            | 5                                            |  |                      | 아틀레티코 마드리드                   | 2                                     | 2                                     | 4                                     |  |  |                                       |                                       |                                       |                                       |  |  |                                         |                                         |                                         |                                         |  |  |                        |                        |
| 코르넬랴                                     | 1                                            | 0                                            | 1                                            |  | 레알 마드리드        | 0                                     | 2                                     | 2                                     |                                       |  |  |                                       |                                       |                                       |                                       |  |  |                                         |                                         |                                         |                                         |  |  |                        |                        |
| 레알 마드리드                                | 4                                            | 5                                            | 9                                            |  |                      |                                       |                                       |                                       |                                       |  |  |                                       |                                       |                                       |                                       |  |  | 바르셀로나                              | 3                                       | 3                                       | 6                                       |  |  |                        |                        |
| 카디스                                       | 1                                            | 0                                            | 1                                            |  |                      |                                       |                                       |                                       |                                       |  |  |                                       |                                       |                                       |                                       |  |  | 비야레알                                | 1                                       | 1                                       | 2                                       |  |  |                        |                        |
| 비야레알                                     | 2                                            | 3                                            | 5                                            |  |                      | 비야레알                              | 1                                     | 2                                     | 3                                     |  |  |                                       |                                       |                                       |                                       |  |  |                                         |                                         |                                         |                                         |  |  |                        |                        |
| 오비에도                                     | 0                                            | 0                                            | 0                                            |  | 레알 소시에다드      | 0                                     | 2                                     | 2                                     |                                       |  |  |                                       |                                       |                                       |                                       |  |  |                                         |                                         |                                         |                                         |  |  |                        |                        |
| 레알 소시에다드                              | 0                                            | 2                                            | 2                                            |  |                      |                                       |                                       |                                       |                                       |  |  | 비야레알                              | 1                                     | 1                                     | 2                                     |  |  |                                         |                                         |                                         |                                         |  |  |                        |                        |
| 베티스                                       | 3                                            | 1                                            | 4                                            |  |                      |                                       |                                       |                                       |                                       |  |  | 헤타페                                | 0                                     | 0                                     | 0                                     |  |  |                                         |                                         |                                         |                                         |  |  |                        |                        |
| 알메리아                                     | 4                                            | 2                                            | 6                                            |  |                      | 알메리아                              | 1                                     | 0                                     | 1                                     |  |  |                                       |                                       |                                       |                                       |  |  |                                         |                                         |                                         |                                         |  |  |                        |                        |
| 헤타페                                       | 3                                            | 2                                            | 5                                            |  | 헤타페               | 1                                     | 1                                     | 2                                     |                                       |  |  |                                       |                                       |                                       |                                       |  |  |                                         |                                         |                                         |                                         |  |  |                        |                        |
| 에이바르                                     | 0                                            | 1                                            | 1                                            |  |                      |                                       |                                       |                                       |                                       |  |  |                                       |                                       |                                       |                                       |  |  |                                         |                                         |                                         |                                         |  |  |                        |                        |

## 32강전

### 1차전
| 2014년 10월 29일 | 코르넬랴   | 1–4    | 레알 마드리드                                 | 코르넬랴 데 료브레가트                                              |  |  |
| 20:00            | 무뇨스 20′ | 리포트 | 바란 10′, 36′ · 에르난데스 53′ · 마르셀루 75′ | 경기장: 파워8 스타디움 관중 수: 28,895 심판: 산티아고 하이메 라트레 |  |  |
|                  |            |        |                                               |                                                                     |  |  |

| 2014년 10월 29일 | 사바델       | 1–6    | 세비야                                                                         | 사바델                                                             |  |  |
| 22:00            | 포르가스 75′ | 리포트 | 콜로지에차크 28′ · 아스파스 43′, 60′, 93′ (페널티) · 가메이로 67′ · 레예스 70′ | 경기장: 노바 크레우 알타 관중 수: 6,157 심판: 이냐키 비칸디 가리도 |  |  |
|                  |              |        |                                                                                |                                                                    |  |  |

| 2014년 12월 2일 | 알코야노     | 1–1    | 아틀레틱 빌바오 | 알코이                                                                  |  |  |
| 20:00           | 프란시스 32′ | 리포트 | 비게라 90+1′    | 경기장: 엘 코야오 관중 수: 3,517 심판: 에두아르도 프리에토 이글레시아스 |  |  |
|                 |              |        |                 |                                                                         |  |  |

| 2014년 12월 2일 | 알라베스 | 0–2    | 에스파뇰            | 비토리아-가스테이스                                              |  |  |
| 20:00           |          | 리포트 | 스투아니 35′, 90+3′ | 경기장: 멘디소로차 관중 수: 7,313 심판: 알베르토 운디아노 마옝코 |  |  |
|                 |          |        |                     |                                                                  |  |  |

| 2014년 12월 2일 | 라스 팔마스           | 2–1    | 셀타 비고         | 라스 팔마스 데 그란 카나리아                                           |  |  |
| 22:00           | 에르난 23′ · 실바 79′ | 리포트 | 미나 83′ (페널티) | 경기장: 그란 카나리아 관중 수: 10,679 심판: 카를로스 벨라스코 카르바요 |  |  |
|                 |                       |        |                   |                                                                        |  |  |

| 2014년 12월 2일 | 바야돌리드 | 0–0    | 엘체 | 바야돌리드                                                    |  |  |
| 22:00           |            | 리포트 |      | 경기장: 호세 소리야 관중 수: 4,687 심판: 페드로 페레스 몬테로 |  |  |
|                 |            |        |      |                                                               |  |  |

| 2014년 12월 3일 | 로스피탈레트 | 0–3    | 아틀레티코 마드리드                                 | 로스피탈레트 데 료브레가트                                               |  |  |
| 20:00           |              | 리포트 | 그리즈만 65′ · 가비 81′ (페널티) · 로드리게스 90+2′ | 경기장: 라 페이차 랴르가 관중 수: 2,500 심판: 다비드 페르난데스 보르발란 |  |  |
|                 |              |        |                                                     |                                                                          |  |  |

| 2014년 12월 3일 | 데포르티보 | 1–1    | 말라가     | 라 코루냐                                                    |  |  |
| 20:00           | 토체 68′   | 리포트 | 카마초 11′ | 경기장: 리아소르 관중 수: 9,988 심판: 안토니오 마테우 라오스 |  |  |
|                 |            |        |            |                                                              |  |  |

| 2014년 12월 3일 | 그라나다     | 1–0    | 코르도바 | 그라나다                                                                    |  |  |
| 22:00           | 코르도바 25′ | 리포트 |          | 경기장: 로스 카르메네스 관중 수: 9,066 심판: 페르난도 테이세이라 비티에네스 |  |  |
|                 |              |        |          |                                                                             |  |  |

| 2014년 12월 3일 | 우에스카 | 0–4    | 바르셀로나                                              | 우에스카                                                          |  |  |
| 22:00           |          | 리포트 | 라키티치 12′ · 이니에스타 16′ · 페드로 39′ · 하피냐 72′ | 경기장: 엘 알코라스 관중 수: 10,000 심판: 카를로스 델 세로 그란데 |  |  |
|                 |          |        |                                                         |                                                                   |  |  |

| 2014년 12월 4일 | 카디스     | 1–2    | 비야레알                         | 카디스                                                                          |  |  |
| 20:00           | 아레기 47′ | 리포트 | 제라르 17′ · 마티아스 나우엘 21′ | 경기장: 라몬 데 카란사 관중 수: 12,000 심판: 이그나시오 이글레시아스 비야누에바 |  |  |
|                 |            |        |                                  |                                                                                 |  |  |

| 2014년 12월 4일 | 오비에도 | 0–0    | 레알 소시에다드 | 오비에도                                                               |  |  |
| 20:00           |          | 리포트 |                 | 경기장: 카를로스 타르티에레 관중 수: 9,028 심판: 테이세이라 비티에네스 |  |  |
|                 |          |        |                 |                                                                        |  |  |

| 2014년 12월 4일 | 라요 바예카노 | 1–2    | 발렌시아                   | 마드리드                                                   |  |  |
| 22:00           | 모레노 36′    | 리포트 | 알카세르 25′ · 데 파울 85′ | 경기장: 바예카스 관중 수: 8,551 심판: 마리오 멜레로 로페스 |  |  |
|                 |               |        |                            |                                                            |  |  |

| 2014년 12월 5일 | 알바세테  | 1–1    | 레반테        | 알바세테                                                                    |  |  |
| 20:00           | 모티뉴 6′ | 리포트 | 엘 아두아 69′ | 경기장: 카를로스 벨몬테 관중 수: 4,813 심판: 차비에르 에스트라다 페르난데스 |  |  |
|                 |           |        |               |                                                                             |  |  |

| 2014년 12월 5일 | 헤타페                           | 3–0    | 에이바르 | 헤타페                                                                               |  |  |
| 20:00           | 사라비아 63′, 74′ · 바스케스 70′ | 리포트 |          | 경기장: 콜리세움 알폰소 페레스 관중 수: 1,700 심판: 알레한드로 에르난데스 에르난데스 |  |  |
|                 |                                  |        |          |                                                                                      |  |  |

| 2014년 12월 5일 | 베티스                                 | 3–4    | 알메리아                                      | 세비야                                                                |  |  |
| 22:00           | 카스트로 80′ · 페르키 86′ · 몰리나 90′ | 리포트 | 마네 3′ · 티라신 5′ · 키케 29′ · 에드가르 61′ | 경기장: 베니토 비야마린 관중 수: 3,000 심판: 후안 마르티네스 무누에라 |  |  |
|                 |                                        |        |                                               |                                                                       |  |  |

### 2차전
| 2014년 12월 2일 | 레알 마드리드                                                     | 5–0 (합계 9–1) | 코르넬랴 | 마드리드                                                                 |  |  |
| 20:00           | 로드리게스 16′, 34′ · 이스코 31′ · 로페스 60′ (자책골) · 헤세 77′ | 리포트         |          | 경기장: 산티아고 베르나베우 관중 수: 50,862 심판: 호세 곤살레스 곤살레스 |  |  |
|                 |                                                                   |                |          |                                                                          |  |  |

| 2014년 12월 3일 | 세비야                                                 | 5–1 (합계 11–2) | 사바델                | 세비야                                                         |  |  |
| 20:00           | 가메이로 35′ · 아스파스 58′, 59′, 62′ · 데울로페우 80′ | 리포트          | 코얀테스 22′ (페널티) | 경기장: 산체스 피스후안 관중 수: 14,473 심판: 헤수스 힐 만사노 |  |  |
|                 |                                                        |                 |                       |                                                                |  |  |

| 2014년 12월 16일 | 셀타 비고                                | 3–1 (합계 4–3) | 라스 팔마스  | 비고                                                                    |  |  |
| 20:00            | 라리베이 19′ · 미나 50′ · 오레야나 90+2′ | 리포트         | 나우세트 53′ | 경기장: 발라이도스 관중 수: 11,320 심판: 페르난도 테이세이라 비티에네스 |  |  |
|                  |                                          |                |              |                                                                         |  |  |

| 2014년 12월 16일 | 발렌시아                                                | 4–4 (합계 6–5) | 라요 바예카노                                             | 발렌시아                                                      |  |  |
| 20:00            | 알카세르 7′, 65′ · 모르시요 46′ (자책골) · 로드리고 71′ | 리포트         | 호사베드 20′ · 포수엘로 23′ · 페레이라 38′ · 엠바르바 61′ | 경기장: 메스타야 관중 수: 23,600 심판: 산티아고 하이메 라트레 |  |  |
|                  |                                                         |                |                                                           |                                                               |  |  |

| 2014년 12월 16일 | 알메리아              | 2–1 (합계 6–4) | 베티스     | 알메리아                                                                   |  |  |
| 20:00            | 미셰우 59′ · 종고 74′ | 리포트         | 페르키 78′ | 경기장: 지중해 게임 경기장 관중 수: 4,133 심판: 카를로스 벨라스코 카르바요 |  |  |
|                  |                       |                |            |                                                                            |  |  |

| 2014년 12월 16일 | 바르셀로나                                                                                        | 8–1 (합계 12–1) | 우에스카            | 바르셀로나                                                             |  |  |
| 22:00            | 페드로 20′, 26′, 43′ · 로베르토 29′ · 이니에스타 40′ · 아드리아누 68′ · 트라오레 78′ · 산드로 83′ | 리포트          | 카를로스 다비드 86′ | 경기장: 캄 노우 관중 수: 44,884 심판: 에두아르도 프리에토 이글레시아스 |  |  |
|                  |                                                                                                   |                 |                     |                                                                        |  |  |

| 2014년 12월 17일 | 에스파뇰   | 1–0 (합계 3–0) | 알라베스 | 코르넬랴 데 료브레가트                                                       |  |  |
| 20:00            | 하이로 65′ | 리포트         |          | 경기장: 파워8 스타디움 관중 수: 5,118 심판: 알레한드로 에르난데스 에르난데스 |  |  |
|                  |            |                |          |                                                                              |  |  |

| 2014년 12월 17일 | 레반테 | 0–0 (합계 1–1) | 알바세테 | 발렌시아                                                                             |  |  |
| 20:00            |        | 리포트         |          | 경기장: 발렌시아 시립 경기장 관중 수: 6,000 심판: 이그나시오 이글레시아스 비야누에바 |  |  |
|                  |        |                |          |                                                                                      |  |  |

| 2014년 12월 17일 | 에이바르       | 1–2 (합계 1–5) | 헤타페                      | 에이바르                                                    |  |  |
| 20:00            | 피오바카리 55′ | 리포트         | 비가라이 19′ · 카스트로 33′ | 경기장: 이푸루아 관중 수: 2,599 심판: 테이세이라 비티에네스 |  |  |
|                  |                |                |                             |                                                             |  |  |

| 2014년 12월 17일 | 비야레알                                  | 3–0 (합계 5–1) | 카디스 | 비야레알                                                      |  |  |
| 22:00            | 트리게로스 55′ (페널티) · 제라르 78′, 88′ | 리포트         |        | 경기장: 엘 마드리갈 관중 수: 7,972 심판: 이냐키 비칸디 가리도 |  |  |
|                  |                                           |                |        |                                                               |  |  |

| 2014년 12월 17일 | 레알 소시에다드   | 2–0 (합계 2–0) | 오비에도 | 산 세바스티안                                                  |  |  |
| 22:00            | 핀보가손 27′, 61′ | 리포트         |          | 경기장: 아노에타 관중 수: 9,265 심판: 알베르토 운디아노 마옝코 |  |  |
|                  |                   |                |          |                                                                |  |  |

| 2014년 12월 17일 | 코르도바  | 1–1 (합계 1–2) | 그라나다   | 코르도바                                                                  |  |  |
| 22:00            | 안도네 5′ | 리포트         | 마인스 60′ | 경기장: 누에보 아르캉헬 관중 수: 6,000 심판: 알폰소 알바레스 이스키에르도 |  |  |
|                  |           |                |            |                                                                           |  |  |

| 2014년 12월 18일 | 아틀레티코 마드리드 | 2–2 (합계 5–2) | 로스피탈레트      | 마드리드                                                        |  |  |
| 20:00            | 만주키치 19′, 74′   | 리포트         | 알카라스 67′, 84′ | 경기장: 비센테 칼데론 관중 수: 4,000 심판: 마리오 멜레로 로페스 |  |  |
|                  |                     |                |                   |                                                                 |  |  |

| 2014년 12월 18일 | 엘체        | 1–0 (합계 1–0) | 바야돌리드 | 엘체                                                                          |  |  |
| 20:00            | 아드리안 7′ | 리포트         |            | 경기장: 마르티네스 발레로 관중 수: 9,022 심판: 차비에르 에스트라다 페르난데스 |  |  |
|                  |             |                |            |                                                                               |  |  |

| 2014년 12월 18일 | 아틀레틱 빌바오 | 1–0 (합계 2–1) | 알코야노 | 빌바오                                                          |  |  |
| 22:00            | 비게라 39′      | 리포트         |          | 경기장: 산 마메스 관중 수: 20,000 심판: 카를로스 델 세로 그란데 |  |  |
|                  |                 |                |          |                                                                 |  |  |

| 2014년 12월 18일 | 말라가                                           | 4–1 (합계 5–2) | 데포르티보   | 말라가                                                             |  |  |
| 22:00            | 산타 크루스 51′, 68′ · 레시오 59′ · 카마초 90+3′ | 리포트         | 포스티가 57′ | 경기장: 라 로살레다 관중 수: 23,000 심판: 후안 마르티네스 무누에라 |  |  |
|                  |                                                  |                |              |                                                                    |  |  |

## 16강전

### 1차전
| 2015년 1월 6일 | 셀타 비고                 | 2–4    | 아틀레틱 빌바오                                        | 비고                                                          |  |  |
| 17:00          | 로페스 11′ · 샤를리스 54′ | 리포트 | 산 호세 5′ · 아두리스 15′, 87′ (페널티) · 수사에타 61′ | 경기장: 발라이도스 관중 수: 14,929 심판: 페드로 페레스 몬테로 |  |  |
|                |                           |        |                                                        |                                                               |  |  |

| 2015년 1월 6일 | 말라가                  | 2–0    | 레반테 | 말라가                                                                     |  |  |
| 19:00          | 후안피 16′ · 오르타 78′ | 리포트 |        | 경기장: 라 로살레다 관중 수: 12,000 심판: 알레한드로 에르난데스 에르난데스 |  |  |
|                |                         |        |        |                                                                            |  |  |

| 2015년 1월 7일 | 비야레알     | 1–0    | 레알 소시에다드 | 비야레알                                                   |  |  |
| 20:00          | 체리셰프 71′ | 리포트 |                 | 경기장: 엘 마드리갈 관중 수: 10,800 심판: 헤수스 힐 만사노 |  |  |
|                |              |        |                 |                                                            |  |  |

| 2015년 1월 7일 | 아틀레티코 마드리드                  | 2–0    | 레알 마드리드 | 마드리드                                                           |  |  |
| 21:00          | 가르시아 58′ (페널티) · 히메네스 77′ | 리포트 |               | 경기장: 비센테 칼데론 관중 수: 51,000 심판: 카를로스 클로스 고메스 |  |  |
|                |                                      |        |               |                                                                    |  |  |

| 2015년 1월 7일 | 발렌시아                         | 2–1    | 에스파뇰     | 발렌시아                                                        |  |  |
| 22:00          | 가야 11′ · 네그레도 86′ (페널티) | 리포트 | 스투아니 60′ | 경기장: 메스타야 관중 수: 35,000 심판: 알베르토 운디아노 마옝코 |  |  |
|                |                                  |        |              |                                                                 |  |  |

| 2015년 1월 7일 | 알메리아            | 1–1    | 헤타페              | 알메리아                                                                      |  |  |
| 22:00          | 베르사 59′ (페널티) | 리포트 | 베르사 21′ (자책골) | 경기장: 지중해 게임 경기장 관중 수: 3,196 심판: 호세 루이스 곤살레스 곤살레스 |  |  |
|                |                     |        |                     |                                                                               |  |  |

| 2015년 1월 8일 | 그라나다     | 1–2    | 세비야                        | 그라나다                                                             |  |  |
| 20:00          | 방구라 90+3′ | 리포트 | 데울로페우 31′ · 가메이로 53′ | 경기장: 로스 카르메네스 관중 수: 11,701 심판: 안토니오 마테우 라오스 |  |  |
|                |              |        |                               |                                                                      |  |  |

| 2015년 1월 8일 | 바르셀로나                                                      | 5–0    | 엘체 | 바르셀로나                                                       |  |  |
| 22:00          | 네이마르 35′, 60′ · 수아레스 40′ · 메시 46′ (페널티) · 알바 56′ | 리포트 |      | 경기장: 캄 노우 관중 수: 27,099 심판: 다비드 페르난데스 보르발란 |  |  |
|                |                                                                 |        |      |                                                                  |  |  |

### 2차전
| 2015년 1월 13일 | 에스파뇰          | 2–0 (합계 3–2) | 발렌시아 | 코르넬랴 데 료브레가트                                                          |  |  |
| 20:00           | 카이세도 79′, 89′ | 리포트         |          | 경기장: 파워8 스타디움 관중 수: 16,950 심판: 이그나시오 이글레시아스 비야누에바 |  |  |
|                 |                   |                |          |                                                                                 |  |  |

| 2015년 1월 13일 | 레반테                       | 3–2 (합계 3–4) | 말라가                  | 발렌시아                                                                        |  |  |
| 22:00           | 바랄 71′, 74′ · 후안프란 85′ | 리포트         | 오르타 22′ · 레시오 38′ | 경기장: 발렌시아 시립 경기장 관중 수: 4,000 심판: 호세 루이스 곤살레스 곤살레스 |  |  |
|                 |                              |                |                         |                                                                                 |  |  |

| 2015년 1월 14일 | 레알 소시에다드         | 2–2 (합계 2–3) | 비야레알                        | 산 세바스티안                                                     |  |  |
| 20:00           | 벨라 45′ · 그라네로 74′ | 리포트         | 제라르 27′ · G. 도스 산토스 73′ | 경기장: 아노에타 관중 수: 17,066 심판: 카를로스 벨라스코 카르바요 |  |  |
|                 |                         |                |                                 |                                                                   |  |  |

| 2015년 1월 14일 | 아틀레틱 빌바오 | 0–2 (합계 4–4) | 셀타 비고                            | 빌바오                                                           |  |  |
| 20:00           |                 | 리포트         | 에체이타 50′ (자책골) · 오레야나 61′ | 경기장: 산 마메스 관중 수: 25,000 심판: 후안 마르티네스 무누에라 |  |  |
|                 |                 |                |                                      |                                                                  |  |  |

| 2015년 1월 14일 | 헤타페       | 1–0 (합계 2–1) | 알메리아 | 헤타페                                                                           |  |  |
| 20:00           | 바스케스 76′ | 리포트         |          | 경기장: 콜리세움 알폰소 페레스 관중 수: 3,000 심판: 알폰소 알바레스 이스키에르도 |  |  |
|                 |              |                |          |                                                                                  |  |  |

| 2015년 1월 14일 | 세비야                                          | 4–0 (합계 6–1) | 그라나다 | 세비야                                                               |  |  |
| 22:00           | 가메이로 18′, 55′ · 아스파스 27′ · 수아레스 64′ | 리포트         |          | 경기장: 산체스 피스후안 관중 수: 14,104 심판: 카를로스 클로스 고메스 |  |  |
|                 |                                                 |                |          |                                                                      |  |  |

| 2015년 1월 15일 | 레알 마드리드           | 2–2 (합계 2–4) | 아틀레티코 마드리드 | 마드리드                                                                 |  |  |
| 20:00           | 라모스 20′ · 호날두 54′ | 리포트         | 토레스 1′, 46′      | 경기장: 산티아고 베르나베우 관중 수: 84,500 심판: 안토니오 마테우 라오스 |  |  |
|                 |                         |                |                     |                                                                          |  |  |

| 2015년 1월 15일 | 엘체 | 0–4 (합계 0–9) | 바르셀로나                                                         | 엘체                                                                   |  |  |
| 22:00           |      | 리포트         | 마티외 21′ · 로베르토 40′ · 페드로 43′ (페널티) · 아드리아누 90+2′ | 경기장: 마르티네스 발레로 관중 수: 13,446 심판: 산티아고 하이메 라트레 |  |  |
|                 |      |                |                                                                    |                                                                        |  |  |

## 8강전

### 1차전
| 2015년 1월 21일 | 비야레알   | 1–0    | 헤타페 | 비야레알                                                                   |  |  |
| 20:00           | 브루노 85′ | 리포트 |        | 경기장: 엘 마드리갈 관중 수: 14,000 심판: 알레한드로 에르난데스 에르난데스 |  |  |
|                 |            |        |        |                                                                            |  |  |

| 2015년 1월 21일 | 말라가 | 0–0    | 아틀레틱 빌바오 | 말라가                                                                     |  |  |
| 22:00           |        | 리포트 |                 | 경기장: 라 로살레다 관중 수: 22,000 심판: 에두아르도 프리에토 이글레시아스 |  |  |
|                 |        |        |                 |                                                                            |  |  |

| 2015년 1월 21일 | 바르셀로나 | 1–0    | 아틀레티코 마드리드 | 바르셀로나                                                   |  |  |
| 22:00           | 메시 85′   | 리포트 |                     | 경기장: 캄 노우 관중 수: 62,225 심판: 호세 곤살레스 곤살레스 |  |  |
|                 |            |        |                     |                                                              |  |  |

| 2015년 1월 22일 | 에스파뇰                                            | 3–1    | 세비야     | 코르넬랴 데 료브레가트                                        |  |  |
| 22:00           | 카이세도 18′ · 가르시아 74′ (페널티) · 바스케스 81′ | 리포트 | 바카 90+1′ | 경기장: 파워8 스타디움 관중 수: 14,838 심판: 헤수스 힐 만사노 |  |  |
|                 |                                                     |        |            |                                                               |  |  |

### 2차전
| 2015년 1월 28일 | 아틀레티코 마드리드               | 2–3 (합계 2–4) | 바르셀로나                             | 마드리드                                                     |  |  |
| 21:00           | 토레스 1′ · 가르시아 30′ (페널티) | 리포트         | 네이마르 9′, 41′ · 미란다 38′ (자책골) | 경기장: 비센테 칼데론 관중 수: 54,851 심판: 헤수스 힐 만사노 |  |  |
|                 |                                   |                |                                        |                                                              |  |  |

| 2015년 1월 29일 | 헤타페 | 0–1 (합계 0–2) | 비야레알   | 마드리드                                                                           |  |  |
| 20:00           |        | 리포트         | 제라르 79′ | 경기장: 콜리세움 알폰소 페레스 관중 수: 9,000 심판: 페르난도 테이세이라 비티에네스 |  |  |
|                 |        |                |            |                                                                                    |  |  |

| 2015년 1월 29일 | 아틀레틱 빌바오 | 1–0 (합계 1–0) | 말라가 | 빌바오                                                             |  |  |
| 22:00           | 아두리스 48′    | 리포트         |        | 경기장: 산 마메스 관중 수: 36,000 심판: 카를로스 벨라스코 카르바요 |  |  |
|                 |                 |                |        |                                                                    |  |  |

| 2015년 1월 29일 | 세비야         | 1–0 (합계 2–3) | 에스파뇰 | 세비야                                                                 |  |  |
| 22:00           | 피게이라스 88′ | 리포트         |          | 경기장: 산체스 피스후안 관중 수: 39,055 심판: 후안 마르티네스 무누에라 |  |  |
|                 |                |                |          |                                                                        |  |  |

## 준결승전

### 1차전
| 2015년 2월 11일 | 바르셀로나                           | 3–1    | 비야레알       | 바르셀로나                                                             |  |  |
| 20:00           | 메시 41′ · 이니에스타 49′ · 피케 64′ | 리포트 | 트리게로스 48′ | 경기장: 캄 노우 관중 수: 57,378 심판: 알레한드로 에르난데스 에르난데스 |  |  |
|                 |                                      |        |                |                                                                        |  |  |

| 2015년 2월 11일 | 아틀레틱 빌바오 | 1–1    | 에스파뇰   | 빌바오                                                          |  |  |
| 22:00           | 아두리스 11′    | 리포트 | 산체스 35′ | 경기장: 산 마메스 관중 수: 26,000 심판: 카를로스 델 세로 그란데 |  |  |
|                 |                 |        |            |                                                                 |  |  |

### 2차전
| 2015년 3월 4일 | 비야레알           | 1–3 (합계 2–6) | 바르셀로나                      | 비야레알                                                             |  |  |
| 20:00          | J. 도스 산토스 39′ | 리포트         | 네이마르 3′, 88′ · 수아레스 73′ | 경기장: 엘 마드리갈 관중 수: 23,500 심판: 다비드 페르난데스 보르발란 |  |  |
|                |                    |                |                                 |                                                                      |  |  |

| 2015년 3월 4일 | 에스파뇰 | 0–2 (합계 1–3) | 아틀레틱 빌바오             | 코르넬랴 데 료브레가트                                                |  |  |
| 22:00          |          | 리포트         | 아두리스 12′ · 에체이타 41′ | 경기장: 파워8 스타디움 관중 수: 34,831 심판: 후안 마르티네스 무누에라 |  |  |
|                |          |                |                             |                                                                       |  |  |

## 결승전
| 2015년 5월 30일 | 아틀레틱 빌바오 | 1–3    | 바르셀로나                   | 바르셀로나                                                       |  |  |
| 21:30 CEST      | 윌리암스 79′    | 리포트 | 메시 20′, 74′ · 네이마르 36′ | 경기장: 캄 노우 관중 수: 97,000 심판: 카를로스 벨라스코 카르바요 |  |  |
|                 |                 |        |                              |                                                                  |  |  |

## 우승
| 코파 델 레이 2014–15 우승 |
| ------------------------- |
| 바르셀로나 27번째 우승    |

## 득점 집계
| 순위 | 선수                | 득점 | 구단                |
| ---- | ------------------- | ---- | ------------------- |
| 1    | 네이마르            | 7    | 바르셀로나          |
| 1    | 이아고 아스파스     | 7    | 세비야              |
| 3    | 아리츠 아두리스     | 5    | 아틀레틱 빌바오     |
| 3    | 케뱅 가메이로       | 5    | 세비야              |
| 3    | 리오넬 메시         | 5    | 바르셀로나          |
| 3    | 제라르              | 5    | 비야레알            |
| 3    | 페드로              | 5    | 바르셀로나          |
| 8    | 파코 알카세르       | 3    | 발렌시아            |
| 8    | 루벤 알카라스       | 3    | 로스피탈레트        |
| 8    | 펠리페 카이세도     | 3    | 에스파뇰            |
| 8    | 안드레스 이니에스타 | 3    | 바르셀로나          |
| 8    | 크리스티안 스투아니 | 3    | 에스파뇰            |
| 8    | 페르난도 토레스     | 3    | 아틀레티코 마드리드 |
| 8    | 우르코 베라         | 3    | 미란데스            |